# 特雷马洛圣母小堂
特雷马洛圣母小堂（Notre-Dame de Trémalo）是一座罗马天主教小圣堂，位于布列塔尼大区菲尼斯泰尔省蓬塔旺。小堂建于16世纪，为哥特式风格 在19世纪末到20世纪初，这座小堂因蓬塔旺画派的作品而广为人知。小堂内的基督苦像木雕，几次出现在保罗·高更的画作中，如《黄色的基督》以及《与黄色的基督在一起的高更自画像》，画于1889年。
1932年5月11日，该建筑列为法国历史遗迹。

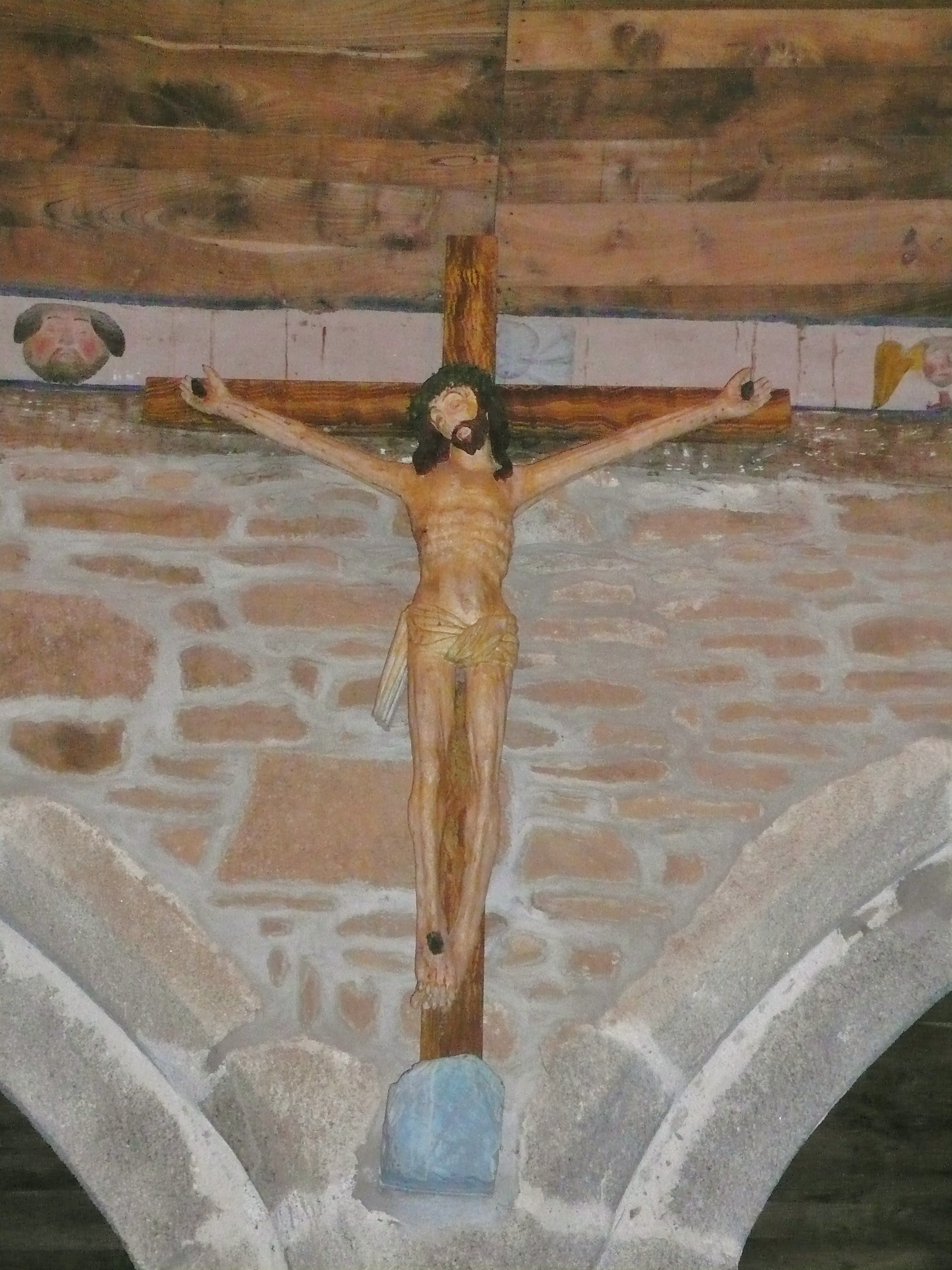
小堂内的基督苦像木雕

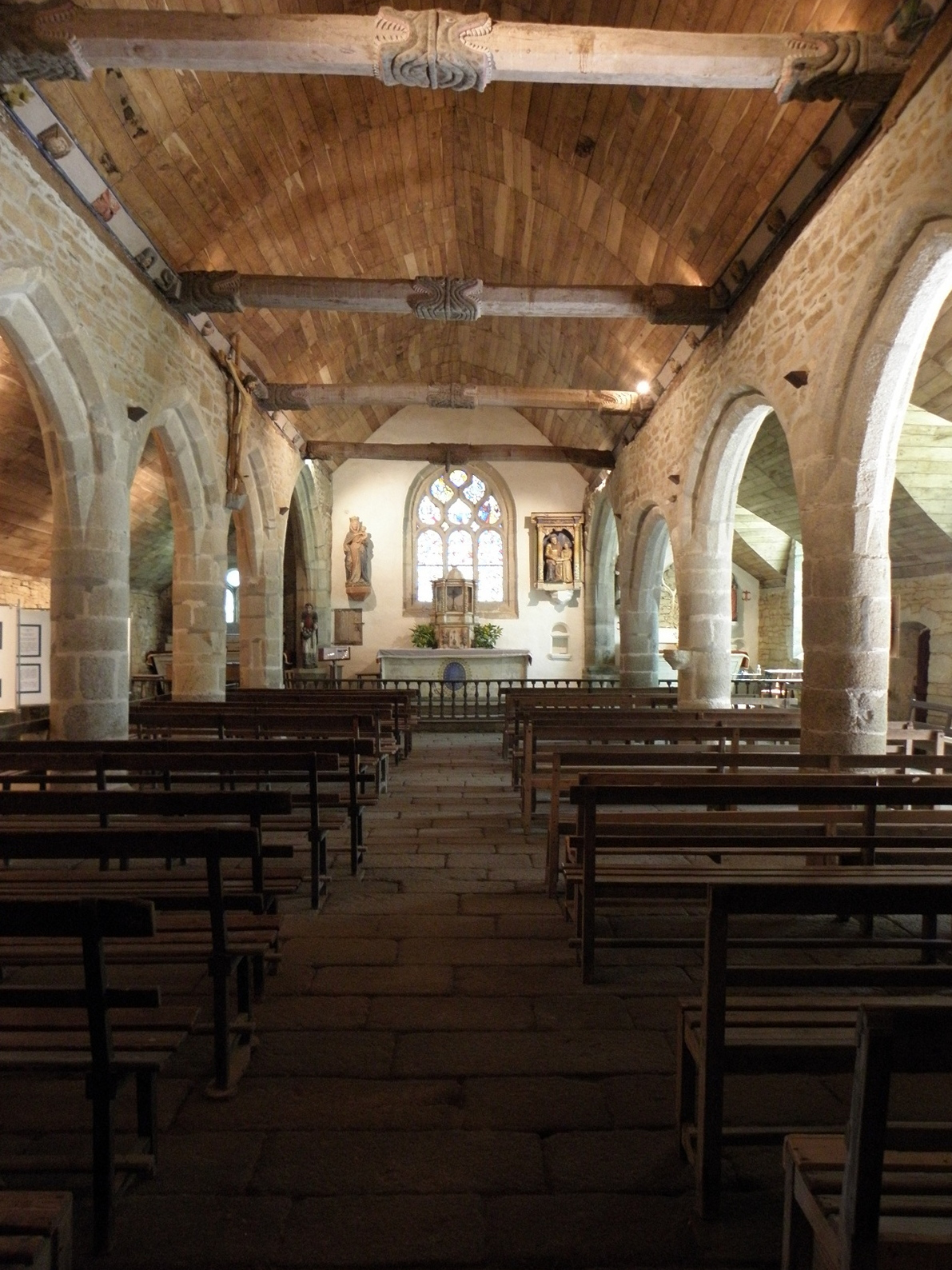
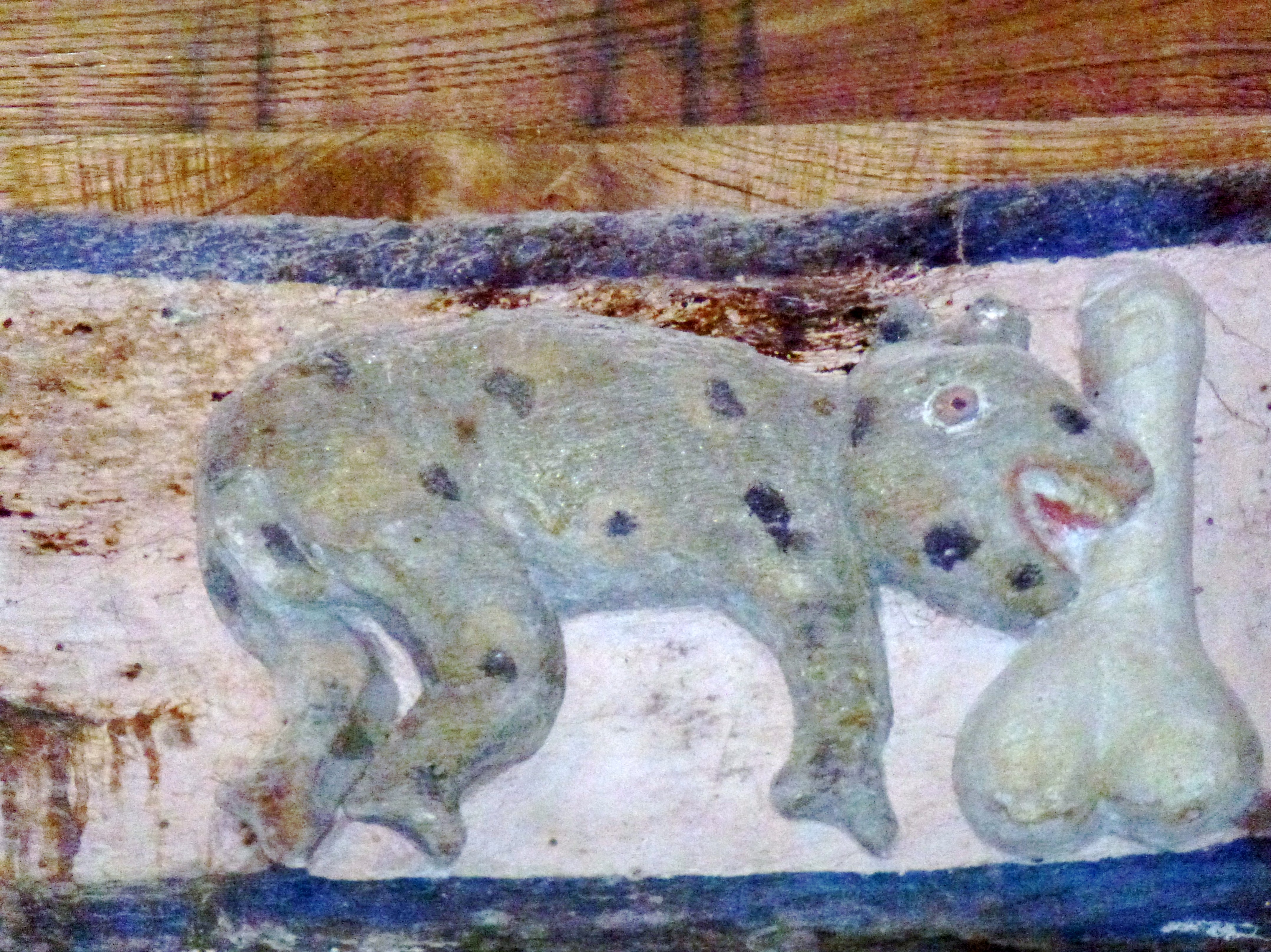
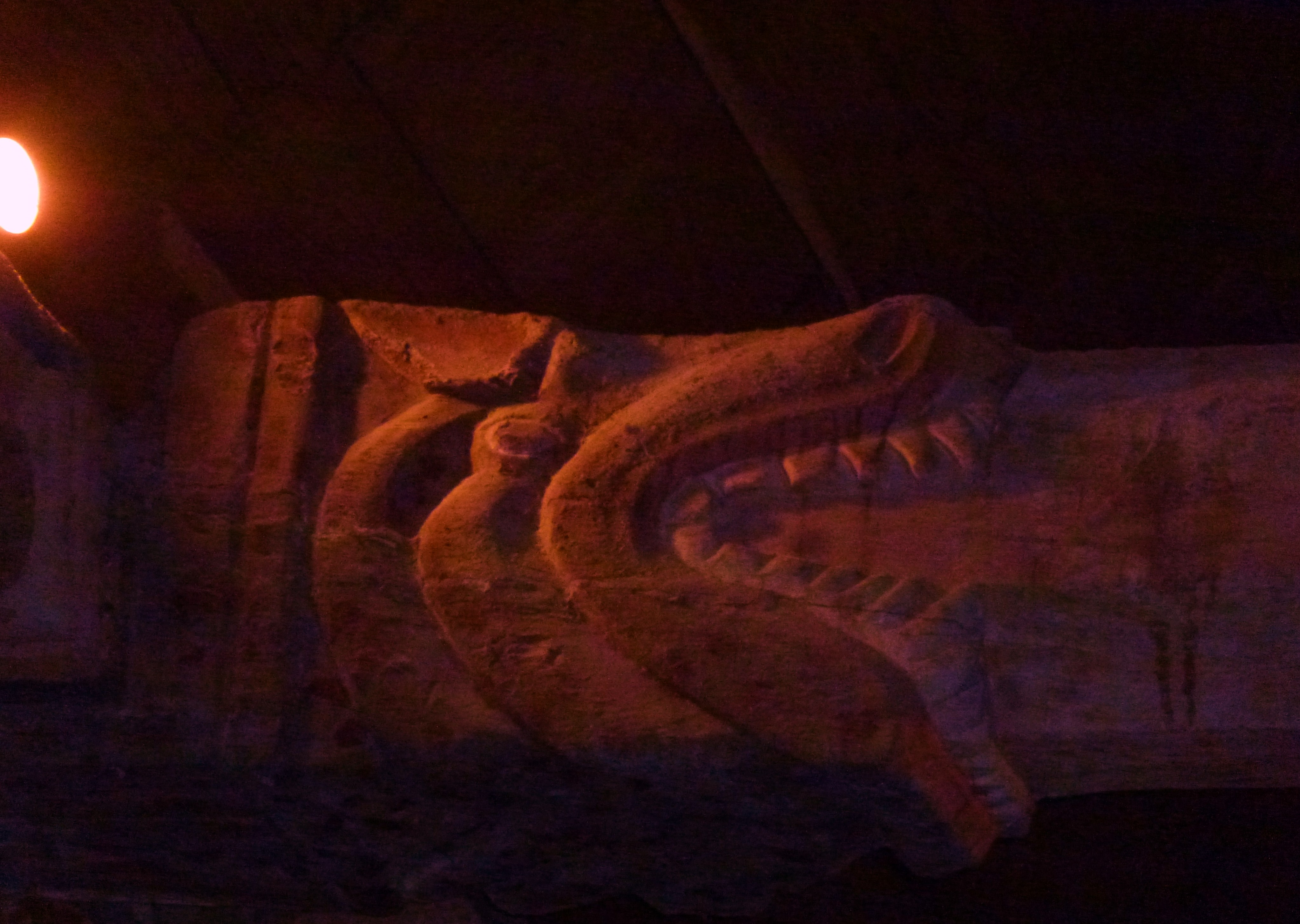
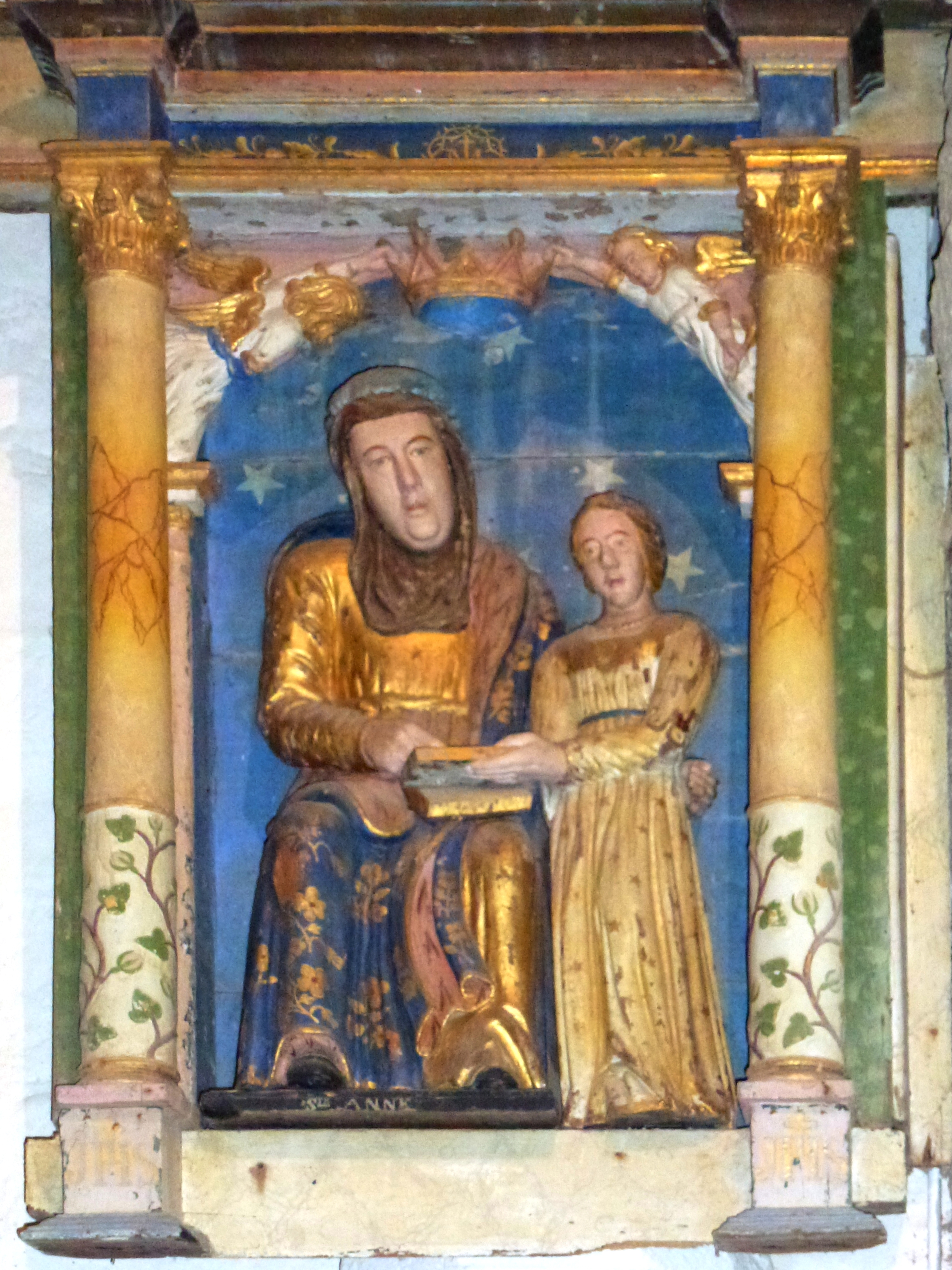
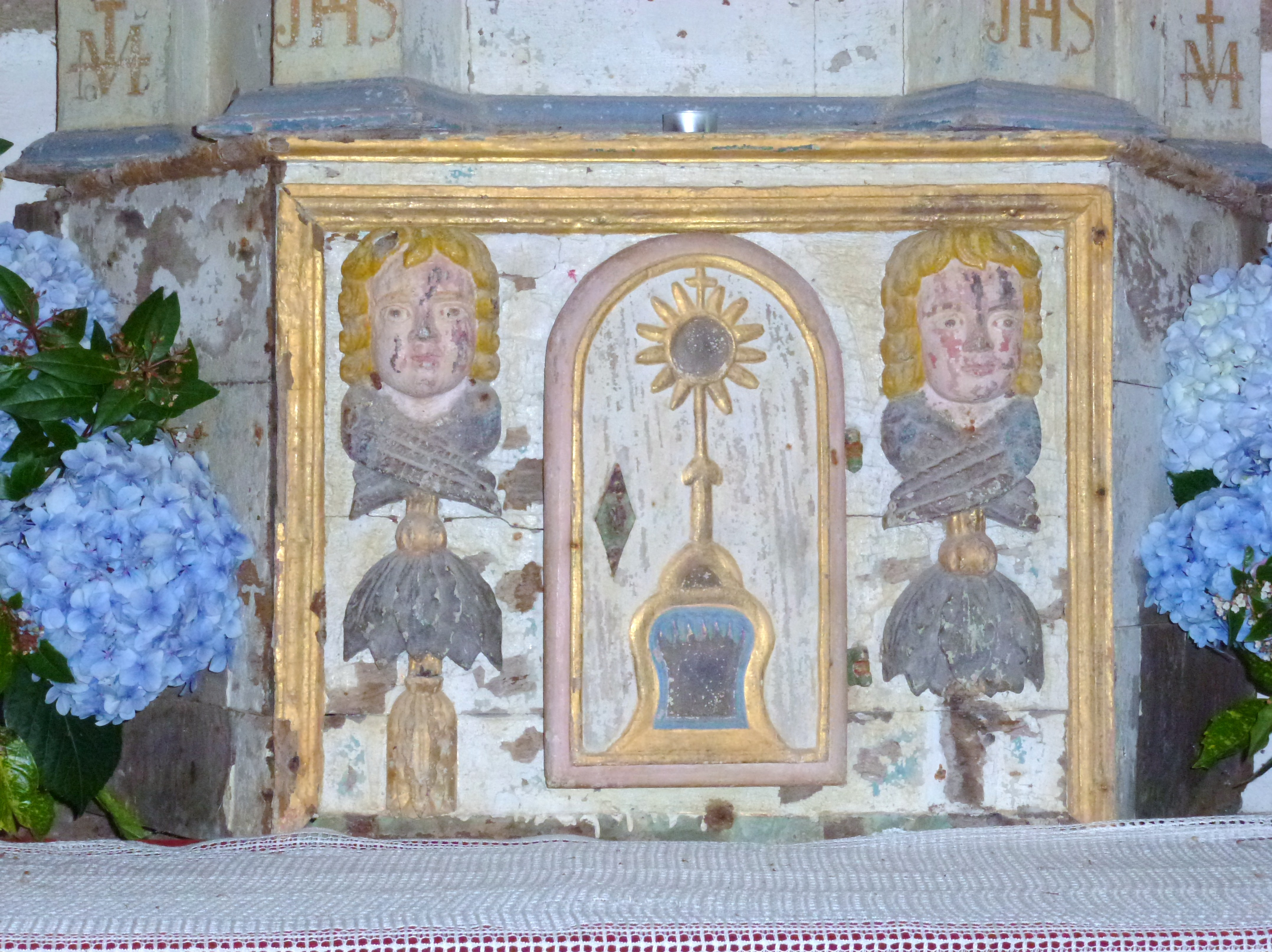

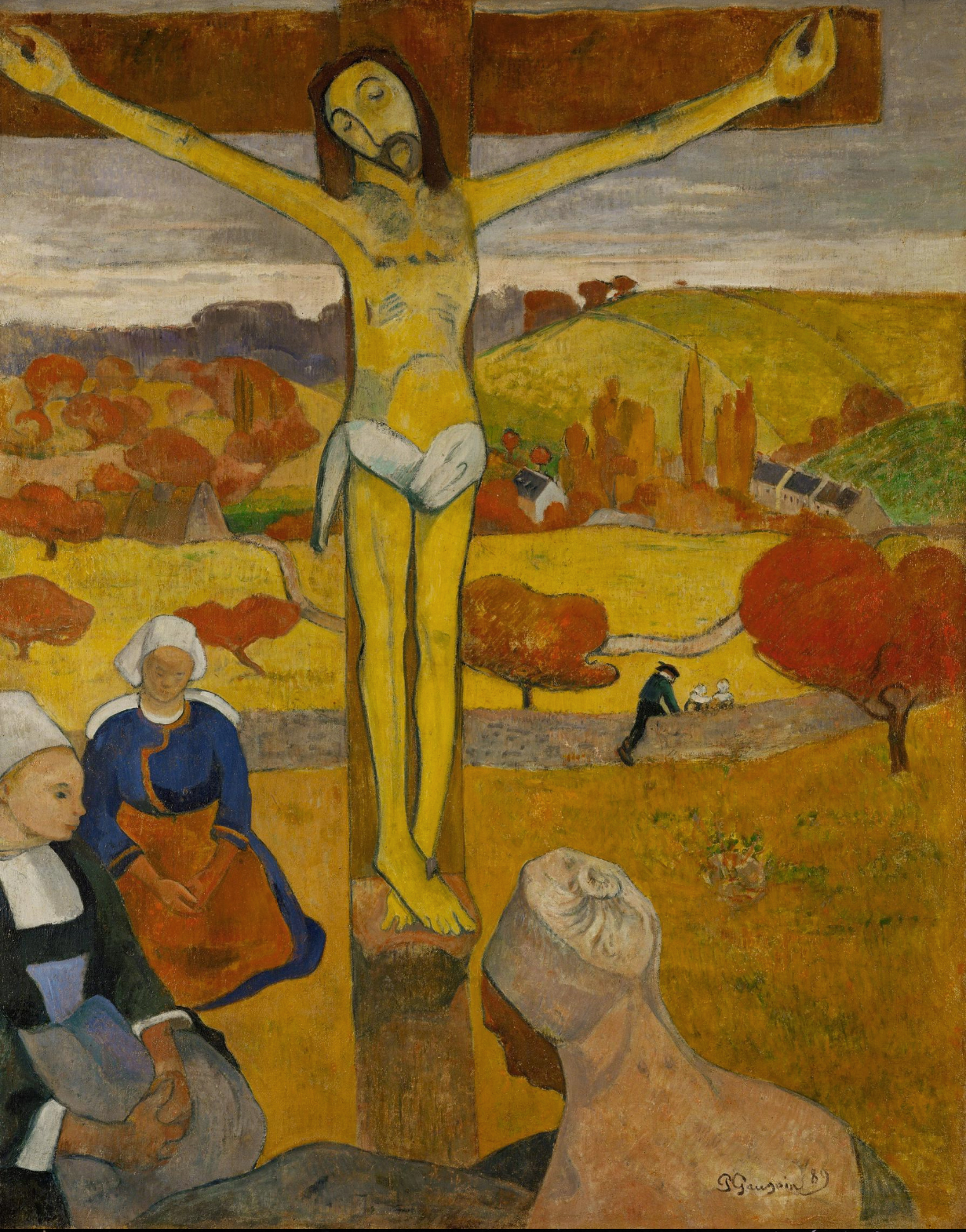
保罗·高更：《黄色的基督》（1889年，奥尔布赖特-诺克斯美术馆）
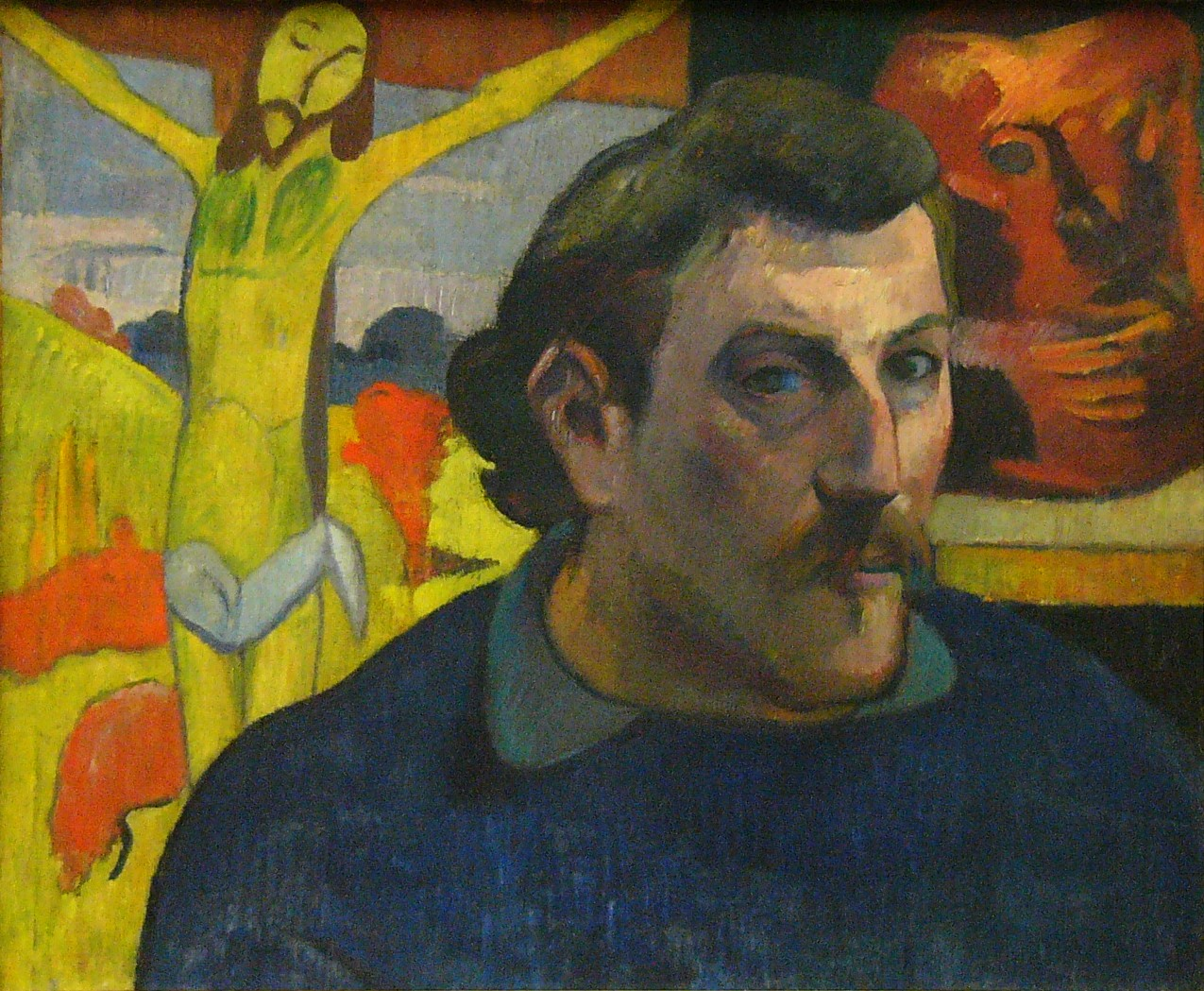
保罗·高更 :《与黄色的基督在一起的高更自画像》（1889年，奥赛博物馆）
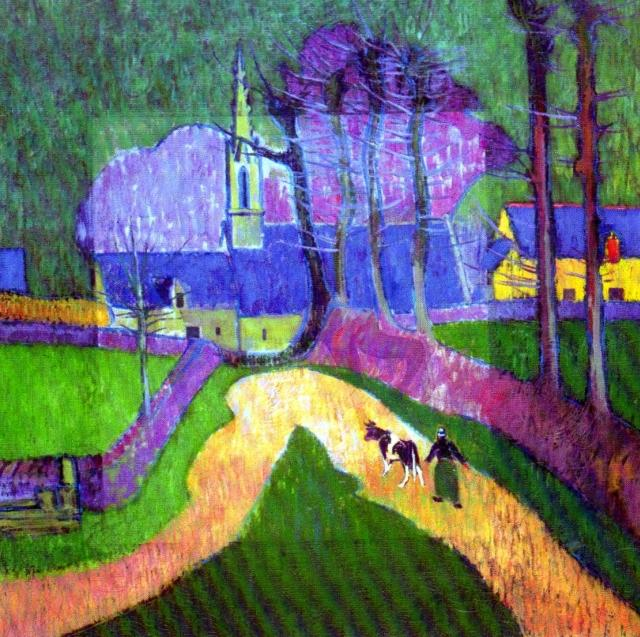
埃米尔·朱丹：《特雷马洛小堂》（1910, 蓬塔旺美术馆）